# Schuyler County, New York
Schuyler County är ett administrativt område i delstaten New York, USA, med 18 343 invånare. Den administrativa huvudorten (county seat) är Watkins Glen. Countyt har fått sitt namn efter Philip Schuyler.

## Geografi
Enligt United States Census Bureau har countyt en total area på 886 km². 851 km² av den arean är land och 35 km² är vatten.

### Angränsande countyn
- Seneca County - nord
- Tompkins County - öst
- Chemung County - syd
- Steuben County - väst
- Yates County - nordväst

### Kommuner
- Catharine
- Cayuta
- Dix
- Hector
- Montour
- Orange
- Reading
- Tyrone